# Chris Messina

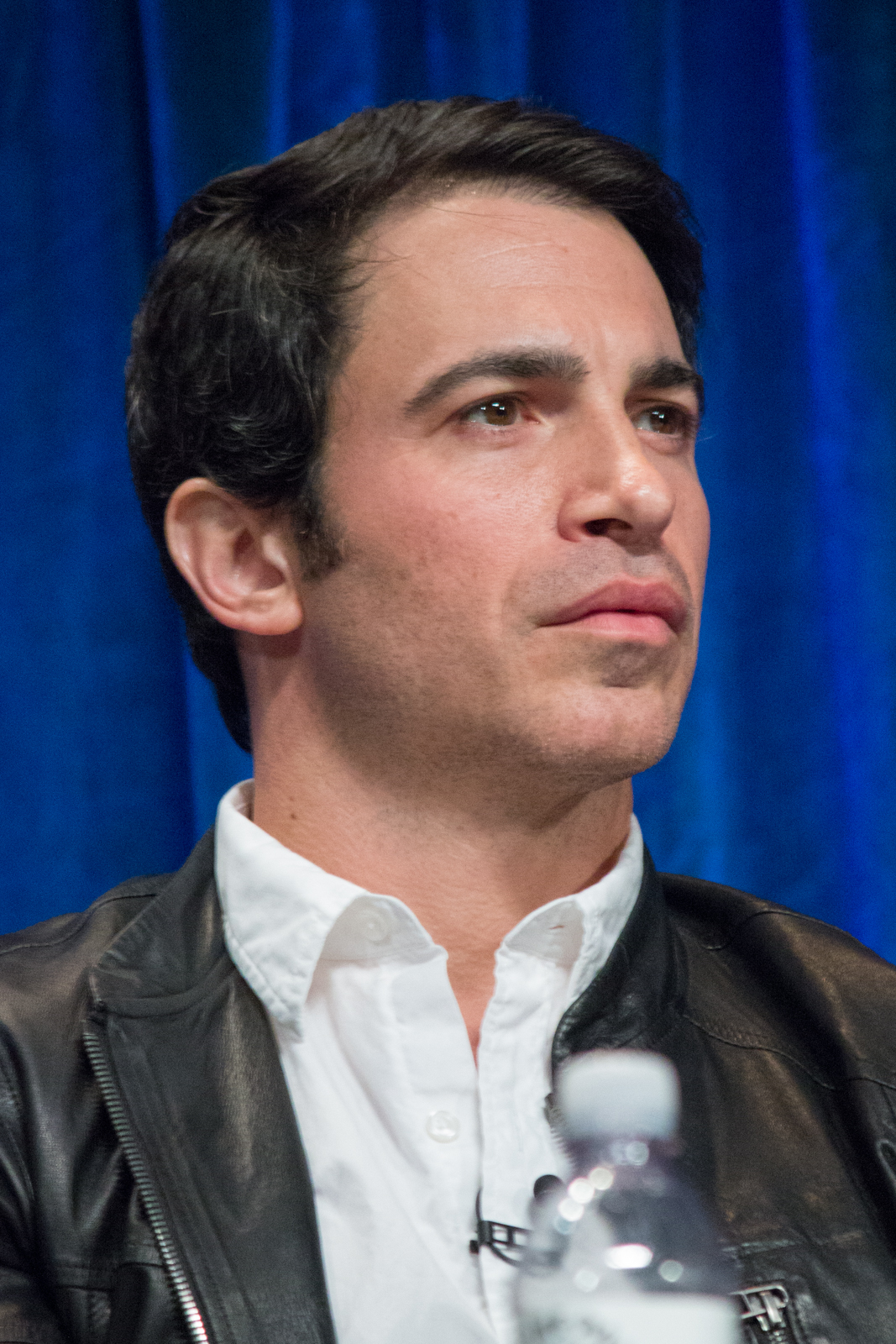
Chris Messina (2013)

Chris Messina (* 11. August 1974 in New York City) ist ein US-amerikanischer Film- und Fernsehschauspieler.

## Leben und Werdegang
Messina begann seine Karriere als Broadway-Schauspieler. Er hat in Episoden der TV-Serie Law & Order, Third Watch und Medium gespielt. Er hatte eine wiederkehrende Rolle in der fünften und letzten Staffel der HBO-Serie Six Feet Under, er spielte Claires (Lauren Ambrose) Liebesinteresse Ted Fairwell.
Zu seinen Filmen zählen Rounders, Ausnahmezustand, e-m@il für Dich und Nichts ist privat. Chris spielte Ira in Ira und Abby, einem Film in dem Robert Cary Regie führte und der von der Co-Schauspielerin Jennifer Westfeldt geschrieben wurde. Der Film wurde im August 2007 von Magnolia Pictures herausgegeben und gewann in diesem Jahr den Preis als beste Komödie an dem HBO Comedy Festival.
2008 spielte Messina im Woody Allen Film Vicky Cristina Barcelona mit Javier Bardem, Penélope Cruz, Scarlett Johansson und Rebecca Hall. Sein nächster Film war Julie & Julia, wo er neben Stars wie Meryl Streep, Stanley Tucci und Amy Adams spielte.
Messina ist mit der Filmproduzentin Jennifer Todd verheiratet, mit der er zwei Söhne hat.

## Filmografie (Auswahl)

### Filme
- 1998: Rounders
- 1998: Ausnahmezustand (The Siege)
- 1998: e-m@il für Dich (You’ve Got Mail)
- 2000: Ghetto Superstar (Turn It Up)
- 2001: Ordinary Sinner
- 2005: Road
- 2005: The Crooked Corner
- 2005: Bittersweet Place
- 2006: Ira & Abby
- 2007: Security
- 2007: Unverblümt – Nichts ist privat (Towelhead)
- 2008: Humboldt County
- 2008: Verliebt in die Braut (Made of Honor)
- 2008: Vicky Cristina Barcelona
- 2009: Brief Interviews with Hideous Men
- 2009: Away We Go – Auf nach Irgendwo (Away We Go)
- 2009: An Invisible Sign
- 2009: Julie & Julia
- 2010: Greenberg
- 2010: Monogamy
- 2010: Devil – Fahrstuhl zur Hölle (Devil)
- 2011: The Trouble with Bliss
- 2012: Celeste & Jesse (Celeste & Jesse Forever)
- 2012: Ruby Sparks – Meine fabelhafte Freundin (Ruby Sparks)
- 2012: Argo
- 2013: Palo Alto
- 2014: The Oven (Kurzfilm, Stimme des Erzählers)
- 2014: Showing Up (Dokumentarfilm)
- 2014: Alex of Venice (auch Regie)
- 2014: Manglehorn
- 2014: Cake
- 2016: Ordinary World – Eine ganz normale Rockstar-Welt (Ordinary World)
- 2016: Live by Night
- 2019: The True Adventures of Wolfboy
- 2020: Birds of Prey: The Emancipation of Harley Quinn (Birds of Prey (and the Fantabulous Emancipation of One Harley Quinn))
- 2020: She Dies Tomorrow
- 2020: Mainstream
- 2020: The Secrets We Keep – Schatten der Vergangenheit (The Secrets We Keep)
- 2020: I Care a Lot
- 2022: Call Jane
- 2022: Dreamin’ Wild – Ein Leben für die Musik (Dreamin’ Wild)
- 2023: Air: Der große Wurf (Air)
- 2023: The Boogeyman
- 2023: I.S.S.
- 2024: Juror #2

### Fernsehen
- 1995–1996, 2003: Law & Order (3 Folgen)
- 2000: Third Watch – Einsatz am Limit (Third Watch, Folge 2x10)
- 2001: Big Apple (Folge 1x05)
- 2005: Six Feet Under – Gestorben wird immer (Six Feet Under, 6 Folgen)
- 2007: Medium – Nichts bleibt verborgen (Medium, Folge 3x08)
- 2008: Anatomy of Hope (Fernsehfilm)
- 2011–2012: Damages – Im Netz der Macht (Damages, 16 Folgen)
- 2012–2013: The Newsroom (14 Folgen)
- 2012–2017: The Mindy Project (90 Folgen)
- 2015: OM City (Folge 1x03)
- 2018: Sharp Objects (8 Folgen)
- 2020: The Sinner (5 Folgen)
- 2023: Based on a True Story (8 Folgen)